# Carlo Carlone
Carlo Carlone, také Carlo Innocenzo Carlone, (listopad 1686 Scaria, provincie Como - 17. května 1775 tamže) byl lombardský malíř a freskař vrcholného a pozdního baroka, činný v severní Itálii a v zemích Rakouské monarchie.

## Život
Pocházel z umělecké rodiny Carlone. Narodil se jako syn stavitele, sochaře a štukatéra Giovanniho Battisty Carlone v severoitalské provincii Como mezi jezery Como a Lugano, na dnešní hranici Itálie a Švýcarska. Zdejší umělci v 16.-18. století často na sezónu odcházeli pracovat přes Alpy do Rakouska, českých zemí či Bavorska, kde se souhrnně označovali Komaskové (Comanesci). Carlo odešel jako dvanáctiletý učit se freskové malbě do Benátek, kde byl jeho učitelem Giulio Quaglia. Dalšími učiteli byli v Římě Francesco Trevisani a Charles François Poerson na Francouzské akademii v Římě. Pro světlé barevné ladění a stylizaci postav bývá označován za zakladatele rokokové malby. Věnoval se olejomalbě, zejména oltářních obrazů, a malbě fresek. Jeho jménem je označeno velké množství děl, která vytvořila jeho početná dílna.

### Pražský pobyt
Filip Josef Gallas uzavřel s Carlonem smlouvu v ceně 6000 zlatých na provedení fresek ve třech sálech druhého patra a na schodišti svého pražského paláce. Třetí sál již Carlone nedokončil, přestože přijel s velkou suitou, z níž je jménem doložen malíř Silvestro, dále u něj jako figuralista pracoval Giovanni Pietro Scotti a jako tvůrce iluzivní architektury (kvadraturista) Giovanni Pietro Zaist. Carlone přijel i s rodinou, z níž v Praze roku 1729 pohřbil dceru Marii Josefu. Bydleli v Praze až do roku 1730.

## Dílo (výběr)
- Karmelitánský kostel sv. Josefa, Linec – obraz na Annenském oltáři (1712)
- Zámek Groß-Siegharts, Dolní Rakousko – fresky v zámecké kapli (1717)
- Ludwigsburg, Würtembersko – fresky v sálech a ve dvorním kostele (1719–1720), spolupráce Diego Carlone a Adolf Caspar Seefried
- Horní Belveder, Vídeň – nástropní freska v Mramorovém sále a v kapli (kolem 1723)
- Poutní kostel Nejsv. Trojice a Všech svatých, Stadl-Paura, Dolní Rakousko – fresky a oltářní obraz Snímání z kříže (1724)
- Palác knížat Daun-Kinských, Vídeň – fresky na schodišti a v hlavním sále (1716–1717), spolupráce Marcantonio Chiarini
- Clam-Gallasův palác, Praha – fresky na schodišti, v saloncích a v sálech (1727–1729), spolupráce Silvestro Fossati
- Klášterní bazilika benediktinů, Weingarten, Würtembersko (1731)
- Rezidence v Ansbachu, Bavorsko – freska velkého sálu (1735–1736)
- Zámek Augustusburg, Brühl, Porýní – fresková výzdoba kaple a schodiště od architekta Balthasara Neumanna (1750)
- Radnice v Linci – fresky (1742)
- Poutní kostel v Einsiedelnu – oltářní obrazy sv. Benedikta a sv. Meinrada
- Dóm ve Vratislavi – freska v kapli